# John McCrea (auteur)
John McCrea (né en 1966 à Belfast) est un auteur de bande dessinée britannique.

## Biographie
S'il débute en 1989 au Royaume-Uni dans 2000 AD et Crisis, McCrea travaille pour le marché américain depuis 1993. Il a notamment dessiné Hitman de 1996 à 2001, en collaboration avec le scénariste Garth Ennis.

## Récompenses
- 1999 : Prix Eisner du meilleur numéro (Best Single Issue) pour Hitman n°34 : « Of Thee I Sing » (avec Gary Leach et Garth Ennis)